# Metamielocyt
Metamielocyty – jeszcze nie w pełni dojrzałe komórki szeregu granulocytarnego, rozwijające się z mielocytów. U człowieka mają średnicę 10–14 μm, a stosunek objętości jądra komórkowego do cytoplazmy wynosi 1:1. Metamielocyty posiadają charakterystyczne dla poszczególnych rodzajów granulocytów ziarnistości pierwszo- i drugorzędowe, dlatego wśród metamielocytów można rozróżnić komórki będące prekursorami neutrofilów, bazofilów oraz eozynofilów.
Metamielocyty są stadium rozwoju granulocytów, na którym wyraźnie zapoczątkowana zostaje fragmentacja jądra, charakterystyczna dla form dojrzałych. Objawia się to tym, że jądro metamielocytu przyjmuje kształt od nerkowatego po kształt litery "V". Chromatyna staje się też silnie skondensowana, przy czym zaczyna wykazywać wzór kondensacji podobny do obserwowanego w dojrzałych komórkach, nie obserwuje się występowania jąderek. Metamielocyty, w przeciwieństwie do poprzedzających je mielocytów,  nie ulegają już podziałom komórkowym i dojrzewają do kolejnego stadium - pałeczki. Bezpośrednio przed wejściem w stadium pałeczki w metamielocytach pojawiają się ziarnistości trzeciorzędowe, stanowiące jednak mniejszość. Również ziarna azurofine stanowią jedynie 25-33% wszystkich ziarnoistości.
W typowych rozmazach krwi metamielocyty nie występują lub występują w bardzo małych ilościach, natomiast w szpiku kostnym, gdzie zachodzi rozwój granulocytów, stanowią one ok. 13-22% komórek.